# 高橋康雄
高橋 康雄（たかはし やすお、1940年10月2日 - 2000年7月4日）は、日本の評論家、俳人。

## 来歴
旧満州生まれ。1965年早稲田大学商学部卒業後、山形新聞記者、潮出版社編集者、『潮』編集長、論風社取締役、大学非常勤講師、1997年札幌大学文化学部教授、1999年学部長。

## 著書
- 宮沢賢治の世界 第三文明社 1972 (レグルス文庫)
- 宮沢賢治 国土社 1973 (世界伝記文庫)
- 玄奘三蔵 第三文明社 1975 （小説仏教シリーズ)
- 北一輝と法華経 第三文明社 1976 (レグルス文庫)
- 夢の王国 懐しの少年倶楽部時代 講談社 1981.9
- 正宗白鳥 「お伽噺・日本脱出」に至るまで 沖積舎 1981.9
- 不思議の国の子どもたち 大和書房 1986.1
- 少年小説の世界 角川選書 1986.2
- 冒険の国の子どもたち 第三文明社 1986.7
- ドストエフスキーの天使たち 大和書房 1989.3
- 物語・万朝報 黒岩涙香と明治のメディア人たち 日本経済新聞社 1989.5
- タルホ逆流事典 国書刊行会 1990.5
- 絵本三国志（葛飾戴斗挿画）徳間文庫 1991.4
- 吸血鬼ドラキュラ劇場 世紀末の散歩術 新宿書房 1991.7
- 心に不思議あり 南方熊楠・人と思想 JICC出版局 1992.11
- 長嶋一茂 父と子 春秋社 1992.11
- ロビンソン・クルーソー本当の話 北宋社 1993.7
- 私のCMイメージ論 三一書房 1993.10
- ギリシアの女神の物語 王国社 1994.9
- メディアの曙 明治開国期の新聞・出版物語 日本経済新聞社 1994.10
- 超コミュニケーション論 新メディア考 三一書房 1995.4
- ギリシア神話 愛と冒険の物語 PHP研究所 1995.7
- 乱歩 キネマ 浅草コスモス座 北宋社 1996.4
- <注文の多い料理店>伝 春秋社 1996.7
- 吾輩は猫である・伝 北宋社 1998.3
- 風景の弁証法 北宋社 1998.11
- 風雅のひとびと 明治・大正文人俳句列伝 朝日新聞社 1999.4
- 冒険と涙 童話以前 北宋社 1999.5
- 断髪する女たち モダンガールの風景 教育出版 1999.9 (江戸東京ライブラリー)
- 結婚の原型 異類婚譚の起源 北宋社 2001.11
- 遠野-幻景 遠野物語のリアリティー 北宋社 2002.4

## 参考
- 高橋康雄 墨筆遺句八種 - 古書店 書肆吉成